# کت دلونا
کتلین امپراترایز دلونا (به انگلیسی: Kathleen Emperatriz DeLuna) (زادهٔ ۲۶ نوامبر ۱۹۸۷ در برانکس)، که با نام حرفه‌ای کت دلونا شناخته می‌شود، یک خواننده، ترانه‌سرا و رقصنده آمریکایی است. او خواننده سبک پاپ/آر اند بی و دارای رگه‌ای دومینیکنی است. او نخستین آلبوم‌اش را با نام 9 Lives از طریق شرکت کانویکت در سال ۲۰۰۷ عرضه کرد.

## زندگی و حرفه
دلونا در برانکس، نیویورک زاده شد، اما در نیوآرک، نیوجرسی بزرگ شد. مادر او زادهٔ دومینیکن است. او در کودکی به آهنگ‌های آرتا فرانکلین گوش می‌داد و به‌خاطر علاقه‌اش به او به خوانندگی روی آورد.

## آلبوم‌ها
- (۲۰۰۷) 9 Lives
- (۲۰۱۰) Inside Out
- (۲۰۱۳/۲۰۱۴) ViVa Out Loud